# Дора (имя)
Дора (греч. Δώρα) — женское имя греческого происхождения, изначально сокращённая форма имён вида Феодора, Исидора (Айседора, Айсадора), Доротея или Нимфадора; от др.-греч. δῶρον — «подарок, дар».

## Именины
Именины у женщин с именем Дора отсутствуют, так как в святцах святые с таким именем не значатся.